# دونكان رايس
دونكان رايس (بالإنجليزية: Duncan Rice)‏ هو مؤرخ بريطاني، ولد في 20 أكتوبر 1942 في أبردين في المملكة المتحدة.